# ケクチ族
ケクチ族（ケクチぞく、Q'eqchi'、Kekchi）はマヤ人に属する一民族で、グアテマラからベリーズにかけて分布する。マヤ語族のケクチ語を話す。

## 分布
2011年の統計によれば、ケクチ族はグアテマラ全人口の8.3パーセントを占め、グアテマラのマヤ諸民族のうちではキチェ族についで多い。ケクチ族の比率が特に高いのはアルタ・ベラパス県で人口の79.1パーセントを占める。他にペテン県(24.6%)、イサバル県(23.2%)、バハ・ベラパス県(13.1%)およびキチェ県の一部に分布する。
ベリーズでは主に南部のトレド州に分布する。ベリーズのケクチ族の多くはケクチ語と英語のほかに別なマヤ族の言語であるモパン語も話す。スペイン語を理解する者も多い。

## 文化
ケクチ族の多くは農民であり、トウモロコシ、豆、唐辛子などを栽培して自給自足的な生活を送っている。地域によってイネやカルダモン、ブタなどを商品作物として育てる。村の中心には通常カトリックの教会があり、その守護聖人の祭りは重要な意義を持っている。ムニシピオの政治は通常ラディーノによって行われるが、ケクチ族にとってムニシピオは祭儀の中心であり、兄弟団（コフラディア）によって守護聖人やほかの聖人の像が守られ、供物が捧げられる。ただし、20世紀後半に普及したプロテスタントの信徒にとってはこれらの習慣の重要性は低くなっている。
伝統的なマヤの信仰はカトリックの教えと融合し、聖人崇拝や仮面舞踏の形で残る。またツールタカ（Tzuultaq'a、山谷）という土着の神々があり、特に13のツールタカが重要とされる。祭儀では蝋燭を燃やしたりコパルを炊いたり、七面鳥などの動物を生贄として捧げる。ツールタカの神殿や遠くチキムラ県エスキプラスの黒いキリストを巡礼することもある。

## 歴史
スペイン人の到来時、現在のアルタ・ベラパス県とバハ・ベラパス県にあたる地域は植民地化に激しい抵抗を示したため、ナワトル語でテスルトラン、すなわち「戦いの地」と呼ばれて恐れられたが、1537年にドミニコ会のバルトロメ・デ・ラス・カサスは領主をキリスト教に改宗し、平和的にこの地をスペイン支配下に置いた。テスルトランはベラパス（vera paz、真の平和）と名を改められた。ドミニコ会はコバン、サン・ペドロ・カルチャ、サン・フアン・チャメルコ、サン・アグスティン・ランキン、サンタ・マリア・カアボンなどの町を築いた。ベラパスの地はドミニコ会によって排他的に支配され、19世紀までそれ以外のスペイン人が住むことは許されなかった。
ケクチ族に伝わる伝承によれば、チャメルコの領主アフ・ポプ・バツ(Aj Pop B'atz')は10年以上にわたってスペイン人の侵略を防ぐことに成功したが、スペイン軍が強大化して勝つことができなくなったと見ると、宣教師を呼んでみずからキリスト教に改宗した。その後、他のケクチ族の領主やスペイン人とともにスペイン本国を訪れ、カール5世に2000枚のケツァールの羽根や生きた鳥、織物などの大量の贈り物をした。帰国後にスペイン人と協力してこの地で最初の教会を建て、1555年にベラパスの最初の統治者に任命された。その後スペイン人による破壊が引きおこされると、協力を後悔して洞窟に隠棲し、そこで死んだという。
19世紀になるとラディーノや外国人、とくにコーヒー栽培のためにドイツ人がベラパスに住むようになった。1871年に自由主義的改革が行われると、土地は教会からコーヒープランテーションへ移り、先住民はその労働者として働くようになった。
1980年代はじめのグアテマラ内戦にケクチ族はほとんど参加しなかったにもかかわらず、政府軍は対ゲリラ作戦としてケクチ族の村を破壊し、その結果何千人ものケクチ族が逃亡生活を送らざるを得なくなった。